# 밀양 표충서원
밀양 표충서원(密陽 表忠書院)은 대한민국 경상남도 밀양시 단장면 구천리에 있는 서원이다.
1972년 2월 12일 경상남도의 유형문화재 제52호 표충서원으로 지정되었다가, 2018년 12월 20일 현재의 명칭으로 변경되었다.

## 개요
임진왜란 때 승병으로서 나라를 구하는데 큰 공을 세운 서산대사·사명대사·기허당 3대사의 충열을 기리기 위해 세운 서원이다.
원래는 사당이었던 것을 조선 헌종 5년(1839) 지금의 위치인 영정사 안으로 옮겨 표충서원이라 이름짓고 절의 이름 또한 표충사로 고쳤다. 고종 8년(1871) 대원군의 서원철폐령으로 없어졌다가, 1927년 절을 다시 지을 때 표충서원 건물도 함께 복원하였다. 그러나 일부 승려들이 절 안에는 서원이 있을 수 없으며 부처님과 3대사의 영정이 함께 있는 것은 더욱 안되는 일이라며 반대하였다. 결국 1971년에 표충서원을 절의 서쪽에 위치한 팔상전으로 옮기고 서원건물을 팔상전으로 대체하였다.
현재의 건물 구성 및 배치는 원래의 서원형태를 찾아볼 수 없으며, 일반적인 서원의 구성 및 배치와는 다른 형태를 하고 있다.

## 참고 문헌
- 밀양 표충서원 - 국가유산청 국가유산포털